# 3e soirée des prix Jutra
La 3e soirée des prix Jutra, récompensant les films québécois sortis en 2000, a lieu le 25 février 2001 et est diffusée sur les ondes de TVA en direct du Théâtre Saint-Denis à Montréal.

## Déroulement
Le gala est co-animé par Yves Jacques et Élise Guilbault.

## Palmarès
Les lauréats sont indiqués ci-dessous en premier de chaque catégorie et en gras.

### Meilleur film
- Maelström
  - Hochelaga
  - Les Muses orphelines
  - La Vie après l'amour

### Meilleure réalisation
- Denis Villeneuve pour Maelström
  - Michel Jetté pour Hochelaga
  - Philippe Falardeau pour La Moitié gauche du frigo
  - Robert Favreau pour Les Muses orphelines

### Meilleur acteur
- Paul Ahmarani pour  La Moitié gauche du frigo
  - François Papineau pour La Bouteille
  - David La Haye pour Full Blast
  - Michel Côté pour La Vie après l'amour

### Meilleure actrice
- Marie-Josée Croze pour Maelström
  - Hélène Loiselle pour La Bouteille
  - Louise Portal pour Full Blast
  - Fanny Mallette pour Les Muses orphelines

### Meilleur acteur de soutien
- David Boutin pour Hochelaga
  - Patrick Huard pour La Vie après l'amour
  - Donald Sutherland pour L'Art de la guerre
  - Julien Poulin pour Le petit ciel

### Meilleure actrice de soutien
- Marie-Jo Thério pour Full Blast
  - Guylaine Tremblay pour La Vie après l'amour
  - Maude Guérin pour La beauté de Pandore
  - Sylvie Moreau pour La Bouteille

### Meilleur scénario
- Denis Villeneuve pour Maelström
  - Philippe Falardeau pour La Moitié gauche du frigo
  - Michel Jetté pour Hochelaga
  - Ken Scott pour La Vie après l'amour

### Meilleure direction artistique
- Sylvain Gingras et Denis Sperdouklis pour Maelström
  - Collin Niemi pour Mondes possibles
  - Jean Morin pour Stardom, le culte de la célébrité
  - Jean Morin et Pierre Perrault pour L'Art de la guerre

### Meilleure direction de la photographie
- André Turpin pour Maelström
  - Nathalie Moliavko-Visotzky pour Les Fantômes des 3 Madeleine
  - Pierre Gill pour L'Art de la guerre
  - Jonathan Freeman pour Mondes possibles

### Meilleur montage
- Richard Comeau pour Maelström
  - Michel Jetté et Louise Sabourin pour Hochelaga
  - Sophie Leblond pour La Moitié gauche du frigo
  - Hélène Girard pour Les Muses orphelines

### Meilleur son
- Mathieu Beaudin, Gilles Corbeil et Louis Gignac pour Maelström
  - Dominique Delguste pour Hochelaga
  - Serge Beauchemin, Bernard Gariépy Strobl, Dominik Pagacz, Jacques Plante et Hans Peter Strobl pour Les Muses orphelines
  -  ? pour Stardom, le culte de la célébrité

### Meilleure musique originale
- Michel Donato et James Gelfand pour Les Muses orphelines
  - Ned Bouhalassa, Francois Bruneau et Jean-Marc Pisapia pour La beauté de Pandore
  - Robert Marcel Lepage pour Full Blast
  - Gilles Grégoire pour Hochelaga

### Meilleur documentaire
- Werner Volkmer pour À la recherche de Louis Archambault
  - Richard Jean-Baptiste et Yann Langevin pour Guantanamera Boxe
  - Donigan Cumming pour If Only I
  - Ezra Soiferman pour Man of Grease

### Meilleur court métrage de fiction
- Normand Bergeron pour Inséparables
  - Robin Aubert pour Lila
  - Frédéric Lapierre pour Romain et Juliette
  - Jean-François Monette pour Take-out

### Meilleur film d'animation
- Michèle Cournoyer pour Le Chapeau
  - Paul Driessen pour Le Garçon qui a vu l'iceberg (en)
  - Rick Raxlen pour Deadpan
  - Claude Cloutier pour Du big bang à mardi matin (en)

## Prix spéciaux

### Jutra-Hommage
- Gilles Carle

### Film s'étant le plus illustré à l'extérieur du Québec
- Mondes possibles

### Billet d'or
- La Vie après l'amour